# 장준현
장준현(張準顯, 1964년 ~ )은 제13대 의정부지방법원 법원장이다.

## 생애
1964년 경기도 파주시에서 태어나 우신고등학교와 서울대학교 법학과를 졸업하고 1990년 제32회 사법시험에서 합격하여 1993년 사법연수원 22기를 수료한 장준현은  1993년 부산지방법원 판사에 임용되었다. 평소 "부드러운 태도로 소송 관계인과 원만하게 소통하며, 적절한 소송지휘권 행사를 통해 깔끔하게 재판을 진행한다"는 평가를 받았다. 
부산지방법원 제7민사부 재판장으로 있던 2008년 7월 9일에 쓰레기 수거 및 운반업체인 S사 근로자 이모(34) 씨가 회사를 상대로 제기한 해고무효 확인 소송에서  "실질적 동질성을 유지하면서 다른 노조로 가입하는 조직변경만 있었다면 새로운 단체협약이 체결되기 전에는 기존의 단체협약이 여전히 적용된다고 봐야 한다"면서 "이씨의 해고는 부당하다"며 원고 승소 판결했다.
수원지방법원  행정1부 재판장으로 있던 2012년 8월 30일 롯데마트 등 5개 대형마트가 군포시장을 상대로 낸 '영업시간제한 및 의무휴업일 지정처분취소' 소송을 각계 전문가로 구성된 시민사법위원회 위원 9명이 배심원으로 참여한 가운데 진행그림자 배심원단이 참관한 가운데 심리하여 2012년 9월 13일에  "피고 조례는 '대형마트 영업규제를 명할 수 있다'며  군포시장의 재량권을 인정하고 있지만 조례 자체가 특별한 부가요건도 없이 영업시간제한 및 의무휴업 범위의 최대치를 시행하고 특정일(둘째·넷째 일요일)을 직접 정함으로써 시장의 재량폭을 없앴다"며 "이는 시장의 재량권을 인정한 상위법의 취지에 반해 위법하다"며 전국에서 처음으로 원고 승소 판결했다.
서울중앙지방법원 제25민사부 재판장으로 있던  2013년 9월 4일에 "피고 중앙일보가 2009년 6월 15일자 ‘빈슨 소송서 vCJD언급 안돼’라는 제목의 기사에서 '미국인 아레사 빈슨의 사인과 관련해 검찰이 확보한 소장과 재판기록 등에 따르면 고소인과 피고소인 모두 변종크로이츠펠트야코프병(vCJD, 인간광우병)에 대한 언급을 하지 않은 것으로 확인됐다'고 보도해 당시 PD수첩 방송의 왜곡 가능성을 제기 보도가 언론의 정당한 활동 범위에 해당하느냐와 피고가 보도에 대한 사실 확인을 위해 노력했는지 여부가 명예훼손의 쟁점"이라고 하면서 "원고가 명예훼손 당한 점은 인정되지만 취재 기자의 취재수첩에 있는 내용이 보도 내용과 전반적으로 부합했다"며 "기자가 경솔하고 다급하게 보도를 한 측면이 있지만 악의적 보도는 아니었고 신속하게 보도할 필요성이 있었다고 판단한 것으로 위법에 해당되지 않는다"고 하면서 "해당 기사의 전체적인 취지와 기사의 사실 확인을 위한 기자의 노력을 고려하면 악의적인 보도에 해당되지 않는다"며 원고 패소 판결했다. 2014년 8월 13일에 우면산 인근 아파트 주민 황모씨 가족이 "산사태로 피해를 봤다"며 "이사 비용, 수리비용 등 1억 3000만원을 지급하라"며 대한민국과 서울시, 서초구를 상대로 낸 손해배상 청구소송(2011가합90946)에서 "서초구는 황씨 가족 3명에게 위자료로 각각 200만원씩 모두 600만원을 지급하라"며 원고 일부승소 판결하면서 국가와 서울시에 대해서는 면책 판결을 했다.
광주지방법원 순천지원 지원장으로 있으면서 관내 중ㆍ고등학생들의 법원 견학과 지원장의 외부 특강, 각종 봉사활동 등을 하여 지역 주민과의 접촉을 늘렸다.
서울중앙지방법원 형사합의22부 재판장으로 있던 2015년 7월 28일 무기중개상' 정의승(76)씨 불법 로비사건 무마 등의 군을 군 관계자에게 청탁한 대가로 고문료 등으로 1억 7600만원을 받거나 잠수함 문건, 어뢰 훈련 계획 등을 누설한 혐의로 특가법상 알선수재 및 군사기밀보호법 위반으로 기소된 안모(63)전 해군작전사령관에게 징역 4년을 선고하고 추징금 1억7600만원을 명했다. 항소심에서 징역2년으로 감형되어 대법원 2부에서 2016년 5월 23일 확정됐다. 2015년 8월 13일에 론스타가 인수한 외환은행의 경영과 외환카드 합병에 관여하면서 외환카드 주가를 조작한 혐의로 법정구속된 론스타코리아 대표를 위해 탄원서를 써주기로 하고 미국계 사모펀드 론스타로부터 8억원을 받아 챙긴 혐의(배임수재)로 구속기소된 장화식(52) 전 투기자본감시센터 대표에게 징역 2년 추징금 8억원을 선고했다(2015고합160). 또 장씨에게 돈을 건넨 혐의(배임증재)로 불구속 기소된 유회원(64) 전 론스타코리아 대표에게는 징역 4월에 집행유예 1년을 선고했다. 2016년 1월 29일 정치자금법 위반 혐의로 기소된 이완구 전 총리에 대해 "고 성완종 전 경남기업 회장의 생전 육성 통화녹음 내용과 관련자들이 법정에서 진술한 금품수수 사실을 뒷받침한 증언이 모두 신빙성이 있다"면서 징역 8월에 집행유예 2년, 추징금 3000만원을 선고했지만  항소심에서 "녹음 파일 내용이 신빙성을 입증하기 어렵다"면서 파기되어 무죄가 선고되었다.
안철상 법원행정처장이 법원 내부 판사에 의한 법원장 추천제 시범 법원으로 대구지방법원과 함께 선정하였으나 규모 등 여러 사정을 고려하여 후보로 추천되지 않았지만 고등법원 부장판사가 법원장에 임명되는 관행을 깨고 서울동부지방법원 수석부장판사로 있던 장준현이 법원장에 임명되었다.

## 경력
- 1993년 2월 23일 부산지방법원 판사
- 1996년 부산지방법원 울산지원
- 1997년 수원지방법원
- 2000년 2월 11일 서울지방법원
- 2004년 2월 18일 서울고등법원
- 2006년 2월 20일 대법원 재판연구관
- 2008년 2월 21일 부산지방법원 부장판사
- 2009년 2월 23일 대법원 부장판사
- 2011년 2월 18일 수원지방법원 부장판사
- 2013년 2월 14일 서울중앙지방법원 부장판사
- 2016년 2월 22일 ~ 2018년 2월 25일광주지방법원 순천지원 지원장, 광주지방법원 가정법원 순천지원장
- 2018년 2월 26일 ~ 2019년 2월 서울동부지방법원 수석부장판사
- 2019년 2월 14일 ~ 2021년 2월 제13대 의정부지방법원 법원장
- 2021년 2월 ~ 수원지방법원 부장판사